# 藤原顕頼
藤原 顕頼（ふじわら の あきより）は、平安時代後期の公卿。藤原北家勧修寺流、権中納言・藤原顕隆の長男。正二位・権中納言。九条民部卿を号す。

## 経歴
天仁元年（1108年）に従五位下に叙せられると、出雲・三河・丹後・丹波の受領を歴任する一方、実務官僚としても活躍する。保安3年（1122年）、蔵人・左衛門権佐に加えて右少弁を兼ね三事兼帯となった。天承元年（1131年）に参議、さらに権中納言に昇進して大宰権帥を兼ねる。永治元年（1141年）、権中納言を辞任して民部卿となり、正二位に叙せられた。
鳥羽上皇の腹心として「内外権を執り、際会人に超ゆ」（『本朝新修往生伝』）と評され、議政官を辞してからも重要な議事に参与する。久安3年（1147年）の、平忠盛・清盛親子の配流を要求した延暦寺の強訴（祇園闘乱事件）においては、延暦寺に同調する藤原頼長の意見を抑えて忠盛・清盛の擁護を進言した。一方で、後に娘の一人が頼長の子・師長の妻となるなど摂関家との関係も良好であり、院と摂関家の対立を調整する役割も果たした。久安4年（1148年）に55歳で死去。その後、信西が鳥羽法皇の側近として急速に台頭して摂関家と院近臣の対立も激しくなり、保元の乱につながっていく。

## 官歴
※日付＝旧暦
- 長治2年（1105年）（12歳）
  - 12月24日:大膳権亮
- 嘉承2年（1107年）（14歳）
  - 12月8日:蔵人
- 嘉承3年のち改元して天仁元年（1108年）（15歳）
  - 正月24日:従五位下。出雲守
- 永久2年（1114年）（21歳）
  - 12月14日:三河守
- 永久3年（1115年）（22歳）
  - 3月24日:昇殿
- 永久4年（1116年）（23歳）
  - 12月22日:勘解由次官。三河守如元
- 永久5年（1117年）（24歳）
  - 正月5日:従五位上
- 永久6年のち改元して元永元年（1118年）（25歳）
  - 正月18日:丹後守
  - 正月26日:中宮権大進兼任（中宮・藤原璋子）
- 元永2年（1119年）（26歳）
  - 4月6日:右衛門権佐。検非違使兼帯
- 元永3年のち改元して保安元年（1120年）（27歳）
  - 11月29日:蔵人。右衛門権佐如元
- 保安2年（1121年）（28歳）
  - 6月26日:左衛門権佐
- 保安3年（1122年）（29歳）
  - 正月6日:正五位下
  - 9月20日:防鴨河使
  - 12月22日:右少弁
- 保安4年（1123年）（30歳）
  - 正月28日:新帝（崇徳天皇）蔵人
  - 4月5日:丹波守。右少弁・中宮権大進如元
  - 12月20日:権右中弁
- 保安5年のち改元して天治元年（1124年）（31歳）
  - 正月5日:従四位下
  - 11月24日:中宮権大進を辞任（院号宣下による）
- 天治2年（1125年）（32歳）
  - 正月6日:従四位上
  - 11月11日:正四位下
- 大治5年（1130年）（37歳）
  - 10月5日:右中弁。蔵人頭
- 大治6年のち改元して天承元年（1131年）（38歳）
  - 12月22日:参議に補任
- 天承2年のち改元して長承元年（1132年）（39歳）
  - 正月22日:右兵衛督・播磨権守兼任
- 長承2年（1133年）（40歳）
  - 12月26日:検非違使別当
- 長承3年（1134年）（41歳）
  - 正月5日:従三位
  - 2月22日:権中納言。右兵衛督・検非違使別当如元
- 長承4年のち改元して保延元年（1135年）（42歳）
  - 3月14日:検非違使別当を辞職
- 保延2年（1136年）（43歳）
  - 12月21日:皇后宮大夫（皇后・藤原泰子）
- 保延5年（1139年）（46歳）
  - 正月5日:正三位
  - 正月24日:大宰権帥兼任
  - 7月28日:皇后宮大夫を辞任（院号宣下による）
  - 10月26日:従二位（成勝寺の供養、行幸）
- 保延7年のち改元して永治元年（1141年）（48歳）
  - 12月2日:権中納言・大宰権帥を辞任。民部卿に遷任
- 康治2年（1143年）（50歳）
  - 正月3日:正二位
- 久安4年（1148年）（55歳）
  - 正月3日:出家

## 系譜
- 父：藤原顕隆
- 母：藤原悦子（藤原季綱の娘）[1] - 典侍、鳥羽天皇の乳母
- 妻：藤原忠子（または俊子、九条尼三位、藤原俊忠の娘）
  - 男子：藤原光頼（1124-1173）
  - 男子：藤原惟方（1125-?）
  - 男子：藤原成頼（1136-1202）
  - 女子：藤原祐子 - 平時信室、平滋子（建春門院）の母
  - 女子：藤原頼子 - 藤原師長室、のち藤原宗頼室
- 妻：家女房
  - 男子：説頼
- 妻：甲斐守源雅職の娘
  - 男子：円仙
  - 男子：顕恵（1116-1175） - 東大寺81代別当
- 生母不明
  - 男子：雅宝（1132-1189） - 東大寺85代別当
  - 女子：藤原季成室 - 藤原公光の母
  - 女子：藤原公子 - 藤原忠隆室、藤原信頼や近衛基実室等の母
  - 女子：藤原家明室
  - 女子：藤原信頼室
  - 女子：藤原朝隆室
  - 女子：藤原顕長室
  - 女子：藤原俊憲室
  - 女子：藤原重方室
- 養子
  - 男子：藤原顕広（俊成） - 実父は藤原俊忠、後に実家の御子左家に復帰